# Gutalac
Gutalac est une localité de la province de Zamboanga du Nord, aux Philippines. En 2015, elle compte 34 654 habitants.